# Seznam prezidentů Rakouska
Seznam prezidentů Rakouska představuje chronologický přehled osob působících v nejvyšší ústavní funkci Rakouska, kterou je prezident republiky.

## Spolkoví prezidentiPrvní republiky, pozdějiRakouského státu(1918–1938)
| Č. | Portrét | Jméno            | Žil       | V úřadu   | Strana      |
| -- | ------- | ---------------- | --------- | --------- | ----------- |
| 1  |         | Karl Seitz       | 1869–1950 | 1919–1920 | SDAP        |
| 2  |         | Michael Hainisch | 1858–1940 | 1920–1928 | bezpartijní |
| 3  |         | Wilhelm Miklas   | 1872–1956 | 1928–1938 | CS          |

## Spolkoví prezidentiDruhé republiky(od r. 1945)
| Č. | Portrét | Jméno                    | Žil       | V úřadu   | Strana      |
| -- | ------- | ------------------------ | --------- | --------- | ----------- |
| 1  |         | Karl Renner              | 1870–1950 | 1945–1950 | SPÖ         |
| 2  |         | Theodor Körner           | 1873–1957 | 1951–1957 | SPÖ         |
| 3  |         | Adolf Schärf             | 1890–1965 | 1957–1965 | SPÖ         |
| 4  |         | Franz Jonas              | 1899–1974 | 1965–1974 | SPÖ         |
| 5  |         | Rudolf Kirchschläger     | 1915–2000 | 1974–1986 | bezpartijní |
| 6  |         | Kurt Waldheim            | 1918–2007 | 1986–1992 | ÖVP         |
| 7  |         | Thomas Klestil           | 1932–2004 | 1992–2004 | ÖVP         |
| 8  |         | Heinz Fischer            | * 1938    | 2004–2016 | SPÖ         |
| 9  |         | Alexander Van der Bellen | * 1944    | 2017      | Zelení      |